# 28 Jours plus tard (série de films)
 Pour plus de détails, voir Fiche technique et Distribution
28 Jours plus tard (28 Days Later) est une série de films de science-fiction post-apocalyptique américano-britannique basée sur une idée d'Alex Garland. Le premier film, réalisé par Danny Boyle, sort en 2002. Le second, 28 Semaines plus tard, est réalisé par Juan Carlos Fresnadillo et sort en 2007. Danny Boyle reprend du service pour 28 Ans plus tard, prévu en 2025. Un 4e film, 28 Years Later: The Bone Temple, sera ensuite dirigé par Nia DaCosta. Un cinquième film est prévu.

## Films
- 2002 : 28 Jours plus tard (28 Days Later) de Danny Boyle
- 2007 : 28 Semaines plus tard (28 Weeks Later) de Juan Carlos Fresnadillo
- 2025 : 28 Ans plus tard (28 Years Later) de Danny Boyle
- 2026 : 28 Years Later: The Bone Temple de Nia DaCosta

En janvier 2024, il est annoncé qu'une nouvelle trilogie est en développement qui débutera avec 28 Ans plus tard, avec Alex Garland comme scénariste,. En mars 2024, il confirme avoir écrit trois scripts.

## Synopsis
28 Jours plus tard (2002)
Des défenseurs des Droits des animaux se rendent dans un laboratoire afin d'en délivrer des singes soumis à d'étranges expériences sur la violence. Malgré les mises en garde d'un scientifique sur la virulence du virus de la « fureur » qu'on leur a injecté, ils libèrent l'un des singes qui, fou furieux, mord l'un d'entre eux : l'animal est alors aussitôt tué, mais sa victime devient à son tour enragée et contamine un de ses collègues et se jette sur le scientifique. Vingt-huit jours plus tard, un homme nommé Jim — qui était dans le coma à la suite d'un accident — se réveille à l'hôpital St Thomas de Londres.
En quittant l'établissement, il parcourt les rues, totalement désertes. Après une attaque d'infectés, il reçoit l'aide inespérée de deux personnes qui tuent les contaminés à l'aide de cocktails molotov en faisant exploser une station d'essence et l'emmènent dans leur refuge. Ses deux sauveurs, Mark et Selena, se présentent comme survivants d'une catastrophe : une maladie qui transforme les personnes contaminées en tueurs s'est répandue à une vitesse incroyable dans tout le pays, a causé un exode massif des populations et la mise en quarantaine de l'île. Quelques survivants isolés échappent encore à ceux qui sont contaminés par le virus de la fureur.
28 Semaines plus tard (2007)
Quelque temps après le début de l'épidémie, la quasi-totalité de la population du Royaume-Uni a été contaminée par le « virus de la rage ».
Don, sa femme Alice, Karen et Jacob se sont barricadés dans une maison de campagne appartenant à un vieux couple de personnes âgées, Sally et Geoff, afin d'échapper à une infection incurable et virulente qui transforme en quelques secondes les personnes contaminées en tueurs fous furieux.
Vingt-huit semaines après le début de la contamination, tous les individus infectés sont considérés morts de disette et l'épidémie est officiellement terminée : des civils britanniques sont donc rapatriés pour un plan de réinvestissement et installés dans une zone sécurisée de Londres gérée par des militaires de l'OTAN. Les forces de l'OTAN sous commandement américain organisent le repeuplement sous la supervision du général Stone.
28 Ans plus tard (2025)
28 Years Later: The Bone Temple (2026)

## Fiche technique
|                             | 28 Jours plus tard (2002)                                     | 28 Semaines plus tard (2007)                                      | 28 Ans plus tard (2025)                                       | 28 Years Later: The Bone Temple (2026)                        |
| --------------------------- | ------------------------------------------------------------- | ----------------------------------------------------------------- | ------------------------------------------------------------- | ------------------------------------------------------------- |
| Réalisateurs                | Danny Boyle                                                   | Juan Carlos Fresnadillo                                           | Danny Boyle                                                   | Nia DaCosta                                                   |
| Scénaristes                 | Alex Garland                                                  | Rowan JofféJuan Carlos FresnadilloEnrique López LavigneJesús Olmo | Alex Garland                                                  | Alex Garland                                                  |
| Montage                     | Chris Gill                                                    | Chris Gill                                                        | John Harris                                                   | Jake Roberts                                                  |
| Producteurs                 | Andrew Macdonald                                              | Andrew Macdonald                                                  | Andrew Macdonald                                              | Andrew Macdonald                                              |
| Musique                     | John Murphy                                                   | John Murphy                                                       | Young Fathers                                                 | Hildur Guðnadóttir                                            |
| Photographie                | Anthony Dod Mantle                                            | Enrique Chediak                                                   | Anthony Dod Mantle                                            | Sean Bobbitt                                                  |
| Dates de sortie Royaume-Uni | 1er novembre 2002                                             | 11 mai 2007                                                       | 20 juin 2025                                                  | 6 janvier 2026 Date sujette à modification                    |
| Dates de sortie États-Unis  | 23 juin 2003                                                  | 11 mai 2007                                                       | 20 juin 2025                                                  | 16 janvier 2026 Date sujette à modification                   |
| Dates de sortie France      | 28 mai 2003                                                   | 19 septembre 2007                                                 | 18 juin 2025                                                  | 14 janvier 2026 Date sujette à modification                   |
| Durée                       | 113 minutes                                                   | 100 minutes                                                       | 115 minutes                                                   | NC                                                            |
| Budget                      | 8 000 000 $                                                   | 15 000 000 $                                                      | 75 000 000 $                                                  | NC                                                            |
| Genres                      | science-fiction post-apocalyptique, action, thriller, horreur | science-fiction post-apocalyptique, action, thriller, horreur     | science-fiction post-apocalyptique, action, thriller, horreur | science-fiction post-apocalyptique, action, thriller, horreur |
| Pays de production          | Royaume-Uni                                                   | Royaume-Uni                                                       | Royaume-Uni                                                   | Royaume-Uni                                                   |
| Pays de production          | États-Unis                                                    |                                                                   |                                                               |                                                               |
| Pays de production          | Espagne                                                       |                                                                   |                                                               |                                                               |
| Sociétés de production      | British Film CouncilDNA Films                                 | DNA FilmsUK Film CouncilFigment FilmsFox AtomicSogecineKoan Films | Columbia PicturesDNA FilmsBritish Film InstituteDecibel Films | Columbia PicturesDNA FilmsBritish Film InstituteDecibel Films |
| Distributeur États-Unis     | Fox Searchlight Pictures                                      | 20th Century Fox                                                  | Sony Pictures Releasing                                       | Sony Pictures Releasing                                       |
| Distributeur France         | UGC Fox Distribution                                          | 20th Century Fox France                                           | Sony Pictures Releasing France                                | Sony Pictures Releasing France                                |

## Distribution
| Personnages         | Films                 | Films                 | Films                | Films                           | Films                |
| Personnages         | 28 Jours plus tard    | 28 Semaines plus tard | 28 Ans plus tard     | 28 Years Later: The Bone Temple | 5e film sans titre   |
| Personnages         | 2002                  | 2007                  | 2025                 | 2026                            | NC                   |
| ------------------- | --------------------- | --------------------- | -------------------- | ------------------------------- | -------------------- |
| Jim                 | Cillian Murphy        |                       |                      | Cillian Murphy (caméo)          | Cillian Murphy       |
| Selena              | Naomie Harris         |                       |                      |                                 |                      |
| Hannah              | Megan Burns           |                       |                      |                                 |                      |
| Frank               | Brendan Gleeson       |                       |                      |                                 |                      |
| Major Henry West    | Christopher Eccleston |                       |                      |                                 |                      |
| Mark                | Noah Huntley          |                       |                      |                                 |                      |
| Sergent Farrell     | Stuart McQuarrie      |                       |                      |                                 |                      |
| Donald "Don" Harris |                       | Robert Carlyle        |                      |                                 |                      |
| Major Scarlet Levy  |                       | Rose Byrne            |                      |                                 |                      |
| Sergent Doyle       |                       | Jeremy Renner         |                      |                                 |                      |
| Tammy Harris        |                       | Imogen Poots          |                      |                                 |                      |
| Andy Harris         |                       | Mackintosh Muggleton  |                      |                                 |                      |
| le général Stone    |                       | Idris Elba            |                      |                                 |                      |
| Alice Harris        |                       | Catherine McCormack   |                      |                                 |                      |
| Flynn               |                       | Harold Perrineau      |                      |                                 |                      |
| NC                  |                       |                       | Aaron Taylor-Johnson | Aaron Taylor-Johnson            | Aaron Taylor-Johnson |
| NC                  |                       | Jodie Comer           |                      |                                 |                      |
| NC                  |                       | Ralph Fiennes         |                      |                                 |                      |
| NC                  |                       | Jack O'Connell        |                      |                                 |                      |
| NC                  |                       |                       | Erin Kellyman        | NC                              | NC                   |
| E. Sundqvist        |                       |                       | Edvin Ryding         | NC                              | NC                   |

## Accueil

### Critique
| Films                 | Rotten Tomatoes     | Metacritic            | Allociné             |
| --------------------- | ------------------- | --------------------- | -------------------- |
| 28 Jours plus tard    | 87% (237 critiques) | 73/100 (39 critiques) | 3,1⁄5 (16 critiques) |
| 28 Semaines plus tard | 72% (199 critiques) | 78/100 (34 critiques) | 3,3⁄5 (21 critiques) |

### Box-office
| Films                 | Recettes au box-office | Recettes au box-office | Recettes au box-office | Nombre d'entrées | Budget       | Réf. |
| Films                 | États-Unis/ Canada     | Reste du monde         | Mondial                | France           | Budget       | Réf. |
| --------------------- | ---------------------- | ---------------------- | ---------------------- | ---------------- | ------------ | ---- |
| 28 Jours plus tard    | 45 064 915 $           | 37 719 602 $           | 82 784 517 $           | 200 204          | 8 000 000 $  | ,    |
| 28 Semaines plus tard | 28 638 916 $           | 36 409 762 $           | 65 048 678 $           | 313 465          | 15 000 000 $ | ,    |